# أسد بن عبد العزى بن قصي
أسد بن عبد العزى بن قصي كان حفيد قصي بن كلاب والجد الأكبر من جهة الأم للنبي المصطفى محمد.

## السيرة
هو ابن عبد العزى بن قصي، وأبو أم حبيب بنت أسد، أم برة بنت عبد العزى، أم آمنة بنت وهب، أم النبي محمد.

## العائلة
أسد هو الجد الأكبر لقبيلة قريش بني أسد. ربما كان لديه العديد من البنات والأبناء. ولكن ابنته الوحيدة المعروفة هي أم حبيب بنت أسد أم برة، التي تزوجت وهب من قبيلة بني زهرة القرشية، ويقال إن أمها كانت تدعى عتيقة. إن برة هي أم آمنة بنت وهب، وهي أم محمد. وهذا يعني أنه إذا تتبعنا نسب النبي محمد من جهة الأم، نجد أن أسد هو الجد الرابع للنبي محمد. الابن الوحيد المعروف لأسد هو نوفل بن أسد، على الرغم من أنه ربما كان لديه العديد من الأطفال الآخرين (بنات وأبناء). أبناء نوفل المعروفون هم ورقة بن نوفل وخويلد بن نوفل. المصادر الإسلامية الرئيسة في السيرة الذاتية، مثل ابن هشام (الذي استند في تأكيده على ما يسمى بسيرة ابن إسحاق)، تذكر خطأً أن ورقة هو ابن أسد وليس حفيد أسد (على سبيل المثال ابن نوفل). وأما خويلد فقد كان له أربعة أولاد معروفين: نوفل بن خويلد، وخديجة بنت خويلد التي ستصبح الزوجة الأولى للنبي محمد، وهالة بنت خويلد التي ستصبح زوجة لكيروز بن الربيع (المعروف بكنيته أبو العاص)، والعوام بن خويلد الذي سيتزوج صفية بنت عبد المطلب وهي عمة النبي محمد (وأصغر منه) وشقيقة حمزة بن عبد المطلب عم محمد، مع التذكير بأن صفية وحمزة كانا أصغر من النبي محمد.
- محمد بن آمنة بنت وهب بنت برة بنت عبد العزى بنت أم حبيب بنت أسد بنت أسد بن عبد العزى
- خديجة بنت خويلد بنت خويلد بن أسد بن أسد بن عبد العزى

## الزبيريون
كان فرع الزبيريون، الذي ينحدر من الزبير بن العوام ، أحد الأعضاء المهمين في عشيرة الأسدي، فصيلًا مهمًا خلال الفتنة الثانية، وهي الحرب الأهلية الإسلامية المبكرة الثانية. بعد أن أعلن معاوية ابنه يزيد خليفة له، رفض عدد كبير توريث الحكم وعدم التزام معاوية بمعاهدة الحسن بن علي، وكان من بين من ثاروا عبد الله بن الزبير فرفض الاعتراف بيزيد خليفةً في عام 676. في عام 683، سيطر عبد الله على مكة وأنشأ نظامًا سياسيًا. بعد وفاة يزيد أعلن عبد الله نفسه أمير المؤمنين وأسس الخلافة الزبيريّة. وبعد فترة وجيزة، تمكن عبد الله من السيطرة على نصف بلاد فارس، وكذلك نصف مصر.
كانت حكومة الزبيريين مولعة بتعيين أشخاص من أصل عربي أزدي يمني كحكام في وحدات الشام. وشمل ذلك العشائر الجنوبية من قبيلتي كندا وكلب.

## ملحوظات
1. ↑  اختلف علماء الأنساب والمؤرخون في من هو السلف المسمى قريش، هل هو قصي بن كلاب[5] أو فهر بن مالك،[6]